# دارن کولیسون
دارن کولیسون (انگلیسی: Darren Collison؛ زادهٔ ۲۳ اوت ۱۹۸۷) بازیکن بسکتبال اهل ایالات متحده آمریکا است.

## حرفه
از باشگاه‌هایی که در آن بازی کرده‌است می‌توان به ایندیانا پیسرز، بسکتبال مردان یوسی‌ال‌ای برونز، لس آنجلس کلیپرز، و دالاس ماوریکس اشاره کرد.